# Aleksander Dąmbski
Aleksander Dąmbski z Dąbia herbu Godziemba (ur. 24 czerwca 1868 w Rudnej, zm. 9 października 1932 w Wałyczu) – polski ziemianin, poseł na Sejm Krajowy Galicji X kadencji.
Poseł Sejmu Krajowego Galicji w latach 1913-1914, wybrany w I kurii, w okręgu przemyskim. Syn Józefa i Zofii z Trzecieskich.
Członek i działacz Galicyjskiego Towarzystwa Gospodarskiego, jego wiceprezes (10 czerwca 1909 – 20 czerwca 1914).
Od 1921 właściciel majątku ziemskiego w Wałyczu. Pochowany w Wąbrzeźnie.

## Literatura
- Stanisław Grodziski – "Sejm Krajowy Galicyjski 1861-1914", Wydawnictwo Sejmowe, Warszawa 1993, ISBN 83-7059-052-7